# Snapseed
Snapseed es una aplicación de edición de fotos para iOS y Android que permite a los usuarios mejorar fotos y aplicar filtros digitales. Fue creada por Nik Software y ahora es propiedad de Google.

## Historia
Nik lanzó originalmente Snapseed para iPad en junio de 2011, y Apple la nombró la aplicación iPad del año 2011. Debido al éxito de la versión de iPad, Nik lanzó Snapseed para iPhone en agosto de 2011. Más tarde, el 27 de febrero de 2012, Snapseed fue anunciado para Microsoft Windows.
Luego de su adquisición por parte de Google, Snapseed se lanzó para Android en diciembre de 2012 y la versión de escritorio de Snapseed se suspendió.
El 9 de abril de 2015, Nik lanzó Snapseed 2.0 para iOS y Android, con nuevas herramientas, funciones y una interfaz de usuario actualizada.

## Características
Los usuarios de Snapseed pueden editar imágenes con movimientos de deslizamiento para seleccionar diferentes efectos y mejoras. Alternativamente, los usuarios pueden optar por un ajuste «automático» de color y contraste. Snapseed puede guardar el historial de edición de los usuarios y redirigir a cualquiera de las acciones anteriores. También puede crear y guardar combinaciones de filtros utilizando los filtros predeterminados y las funciones de edición. La lista de efectos especiales y filtros incluye Drama, Grunge, Vintage, Enfoque central, Marcos y un Cambio de inclinación (que cambia el tamaño de las fotos).  Snapseed 2.0 introdujo nuevos filtros como el desenfoque de lente, brillo de glamour, scape HDR y noir, al mismo tiempo que reformatea la sección de herramientas con una interfaz de usuario más clara. Los usuarios directamente pueden compartir las imágenes en redes sociales como Facebook y Instagram.

## Premios
- Nombrada aplicación iPad del año 2011 por Apple[1]
- Nombrada una de las 100 mejores aplicaciones de Android del año 2018 por Revista de PC[8]